# همسایه‌تو بپا
همسایه‌تو بپا (انگلیسی: Watch Your Neighbor) یک فیلم صامت کوتاه آمریکایی است که در سال ۱۹۱۸ منتشر شد.

## بازیگران
- چارلز ماری
- ماری تورمن
- ادگار کندی
- بن ترپین
- بیلی آرمسترانگ
- ویلند تراسک جونیور